# مسجد الشارقة
مسجد الشارقة هو أكبر مساجد في إمارة الشارقة، الإمارات العربية المتحدة. كان افتتاحه في مايو 2019.من قبل الشيخ الدكتور سلطان بن محمد القاسمي عضو المجلس الأعلى، حاكم الشارقة وقد استغرق بناء المسجد 5 سنوات وبتكلفة بلغت 300 مليون درهم إماراتي وقد سمي باسم مسجد الشارقة الكبير لمساحته الهائلة التي تصل إلى 2 مليون قدم مربع،ويتسع لحوالي 25.5 ألف مصلٍ، موزعين على أكثر من مساحة داخلية وخارجية.
ويتمركز في منطقة الطي على تقاطع طريق مليحة مع شارع الإمارات ويعتبر المسجد صرحاً مميزاً بما يتفرد به من فنون النحت والأعمال الخشبية واستخدام الرسم بالخط العربي في تكوين لوحات تشكيلية إبداعية كما ويحتوي المسجد على 81 قبة، ومنارتان بارتفاع 75 متر، فيما بلغ ارتفاع القبة الرئيسية 45 متراً بقطر بلغ 27 متراً،ويضم مكتبة ضخمة تحتوي على أمهات الكتب في فروع العلوم الإسلامية المختلفة
تم تجهيز المسجد ليستقبل الزوار من غير المسلمين ومحبي المعرفة من مختلف أنحاء العالم، حيث يحتوي المسجد على مساحات ومسارات لغير المسلمينو حديقة إسلامية تحتوي على عدد من النوافير والشلالات وذلك بهدف تمكين السياحة الإسلامية 